# Katrin Zipse
Katrin Zipse (* 1964 in Stuttgart) ist eine deutsche Schriftstellerin und Hörspielautorin.

## Leben
Katrin Zipse studierte Theaterwissenschaft und Deutsche Philologie an der Freien Universität Berlin und arbeitete daneben als Regieassistentin und Dramaturgin am Renaissance-Theater Berlin und für freie Gruppen. Seit 1993 ist sie als Hörspieldramaturgin und Redakteurin vor allem für den SWR tätig. Sie schreibt Romane für Kinder, Jugendliche und Erwachsene sowie Hörspiele.
Gemeinsam mit dem Moderator und Schauspieler Malte Arkona schrieb Katrin Zipse ein Sachbuch für Kinder unter dem Titel Warum haben wir keinen König?. 2014 und 2015 erschienen ihre Jugendromane Glücksdrachenzeit und Die Quersumme von Liebe, 2016–2018 ihre Trilogie für Kinder Antonia rettet die Welt (Papageienparty, Schildkrötenküsse und Waschbärbingo).
Katrin Zipse ist Mitorganisatorin des „Vielfalter-Literaturpreises“ für Diversität im Kinder- und Jugendbuch.
Zipse wurde mit mehreren Preisen und Stipendien ausgezeichnet. Sie lebt in Baden-Baden.

## Veröffentlichungen
- Warum haben wir keinen König? (Sachbuch), Verlag Herder, Freiburg 2009, ISBN 978-3-451-70933-3.
- Glücksdrachenzeit (Roman), Magellan Verlag, Bamberg 2014, ISBN 978-3-7348-5004-2.
- Die Quersumme von Liebe (Roman), Magellan Verlag, Bamberg 2015, ISBN 978-3-7348-5011-0.
- Antonia rettet die Welt – Papageienparty (Kinderbuch), Magellan Verlag, Bamberg 2016, ISBN 978-3-7348-5016-5.
- Antonia rettet die Welt – Schildkrötenküsse (Kinderbuch), Magellan Verlag, Bamberg 2017, ISBN 978-3-7348-5017-2.
- Antonia rettet die Welt – Waschbärbingo (Kinderbuch), Magellan Verlag, Bamberg 2018, ISBN 978-3-7348-5037-0.
- Pinella Propella – (Kinderbuch), Magellan Verlag, Bamberg 2018, ISBN 978-3-7348-2812-6.

## Hörspielarbeiten

### Als Autorin
- 2002: Eisenhut – Regie: Maria Ohmer (SWR)
- 2004: Paralleluniversum mit Schildkröte – Regie: Ulrich Lampen (SWR)
- 2005: Gehen Sie in die Aktion – Regie: Iris Drögekamp (SWR)
- 2006: Das Ding aus Plittersdorf – Regie: Iris Drögekamp (SWR)
- 2008: Pan in den Städten – Regie: Ulrich Lampen (SWR)
- 2008: Birkenstaub – Regie: Maria Ohmer (SWR)
- 2010: Mamas Mord – Regie: Ulrich Lampen (SWR)
- 2018: Antonia rettet die Welt – Kinderhörspieltrilogie – Regie: Ulrich Lampen (SWR)
- 2021: Die Fahrt der Argonauten – Hörspielserie in 4 Folgen (nach dem gleichnamigen Roman von Apollonios von Rhodos) – Regie: Iris Drögekamp (SWR)

### Als Bearbeiterin
- 2006: Die Lebenspraktikanten (5 Teile) – Autorin: Nikola Richter – Regie: Judith Lorentz (SWR)
- 2007: Das Riesenmädchen und die Minipopps (2 Teile) – Autorin: Julia Donaldson – Regie: Grace Yoon und Katrin Zipse (SWR)
- 2007: Mord im Zeichen des Zen (2 Teile) – Autor: Oliver Bottini (SWR) – Regie: Mark Ginzler
- 2007: Party ohne Beleuchtung – Autorin: Luo Lingyuan (SWR)
- 2010: Der Mund voller Vögel – Autorin: Samanta Schweblin (SWR)
- 2012: Der Superknall – Bankendrama wie ihr es mögt – Autoren: Thomas Fischermann, Mart Klein, Miriam Migliazzi, Marcus Rohwetter, Mark Schieritz und Arne Storm – Regie: Ulrich Lampen
- 2019: Don Quijote von der Mancha – Hörspielserie in 3 Folgen – Autor: Miguel de Cervantes – Regie: Kirsten Petri (SWR)
- 2022: Die Experten – Hörspielserie in 5 Folgen – Autorin: Merle Kröger – Regie: Judith Lorentz (Deutschlandfunk Kultur/NDR)

### Als Dramaturgin
- 2014: Kids – Hörspielserie in 8 Folgen – Autorin: Katrin Moll – Regie: Katrin Moll (SWR / Deutschlandfunk Kultur)

## Auszeichnungen
- 1997: Kurt-Magnus-Preis
- 2014: Anna-Haag-Preis für Glücksdrachenzeit